# High Dam Tarn
Der High Dam Tarn ist ein See im Lake District, Cumbria, England. Der See liegt westlich des Sees Windermere, nahe dessen südlichem Ende nördlich der Ortschaft Finsthwaite. Der See entstand 1835 als der natürliche Finsthwaite Tarn mit einem Damm aufgestaut wurde, um eine zuverlässige Wasserversorgung für die Stott Park Bobbin Mill zu gewährleisten.
1858 wurde das Mühlrad durch eine wassergetriebene Turbine ersetzt. Deshalb wurde östlich des High Dam Tarn der sogenannte Low Dam Tarn (54° 17′ 18″ N, 2° 58′ 40″ W) angelegt, der einen gleichbleibenden Wasserdruck aus dem Abfluss des High Dam Tarn für die Turbine gewährleistete.
Beide Seen waren ursprünglich von einer Heidelandschaft umgeben. Im späten 19. Jahrhundert wurden Birken und Eichen angepflanzt um Holz für die Mühle und zur Holzkohlegewinnung zu gewinnen.
Der See hat zwei unbenannte Zuflüsse aus südöstlicher Richtung sowie einen unbenannten Abfluss an seiner Ostseite. Der Abfluss mündet in den Windermere.